# Paulton

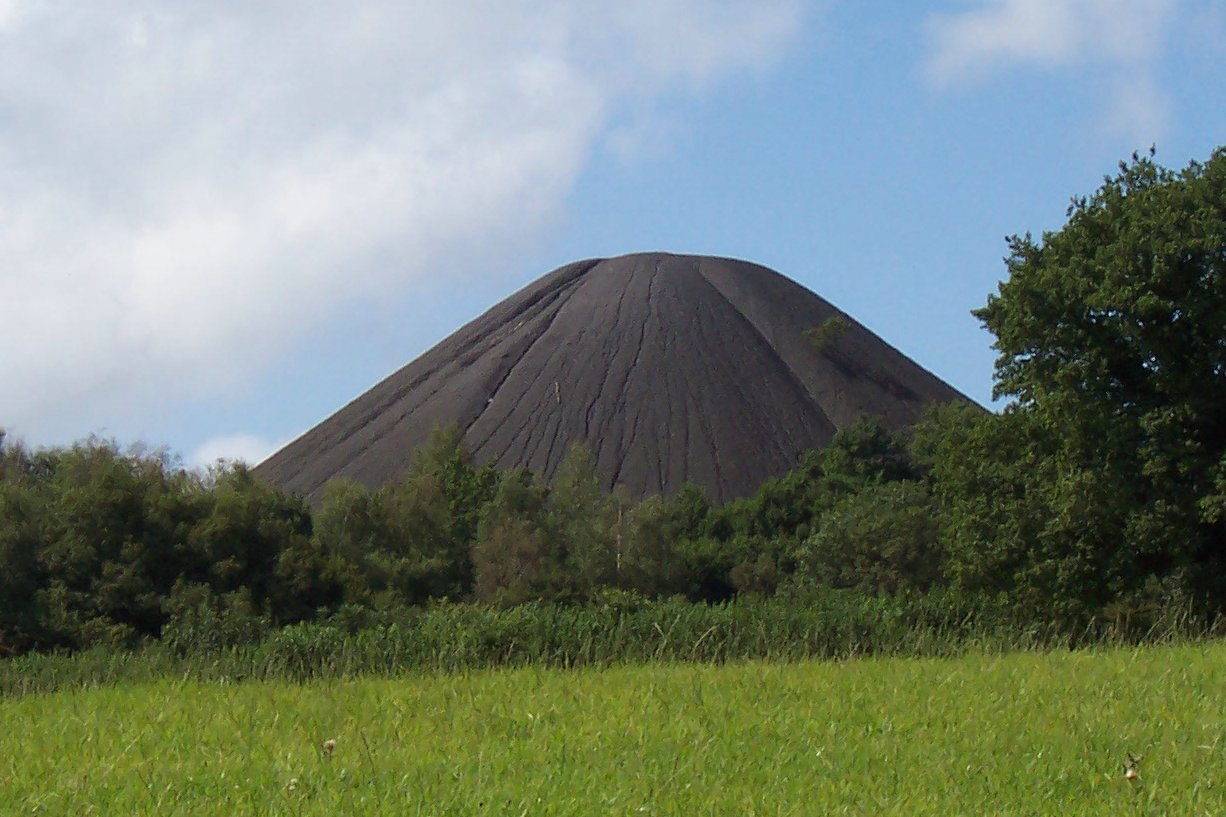
The Batch

Paulton – wieś w hrabstwie Somerset w Anglii, w jego północno-wschodniej części. Znajduje się na północy wzgórz Mendip i administrowana jest przez jednostkę administracyjną Bath and North East Somerset. Wieś zamieszkuje ok. 5000 mieszkańców.

## Górnictwo węglowe
Istnieją dowody na górnictwo węglowe w tej części Somersetu, m.in. hałda żużlowa "The Batch" o kształcie wulkanicznym. Wieś była centrum co najmniej 15 kopalń – wszystkie z nich zostały zamknięte w XIX wieku.